# Abgaswärmetauscher
Ein Abgaswärmetauscher, auch AWT genannt, dient der Rückgewinnung von Abwärme aus Abgasen von Heizungsanlagen, die mit Holz, Öl oder anderen Brennstoffen betrieben werden. Abgaswärmetauscher sind eine essentielle Komponente von Brennwertheizungen.
In industriellen Feuerungsanlagen werden mithilfe von Abgaswärmetauschern Wasserdampf und andere kondensierbare Stoffe aus dem Rauchgas abgeschieden.
Bei Kraftfahrzeugen, siehe Auspuffwärmerückgewinnungssystem.

## Funktionsweise
Die Verwendung eines Wärmeübertragers (Wärmetauschers) in der Abgasführung von Heizungs- und Industrieanlagen ermöglicht es, die Wärmeenergie des Abgases zu nutzen, z. B. zur Anhebung der Heizungsrücklauftemperatur. Dadurch lässt sich der Energieverbrauch der Gesamtanlage senken.
In Heizungsanlagen wird das Abgas vor dem Eintritt in den Schornstein zunächst über ein Register geleitet, um einen Teil der Wärmeenergie wieder dem Heizkreislauf zuzuführen.

## Brennwerttechnik
Der große Vorteil einer Brennwertheizung besteht in der zusätzlichen Nutzung der Kondensationsenthalpie kondensierbarer Anteile – vor allem von Wasserdampf – im Abgas. Die durch die Verbrennung entstehenden Heizgase werden durch den Wärmetauscher geführt und erhitzen dabei das Heizwasser, das in Gegenrichtung des Abgases durch den AWT fließt. Das kalte Heizwasser, das zuvor seine Wärme über die Fußbodenheizung oder die Heizkörper abgegeben hat, entnimmt den Heizgasen die thermische Energie. Durch die Abkühlung der Gase unter den Taupunkt kommt es zur Kondensation und der damit verbundenen Freisetzung der Kondensationsenthalpie, die ebenso auf das Heizwasser übertragen wird.

Hydraulisches Strangschema für eine Heizungsanlage mit einem Heizkreis, Boiler und Abgaswärmetauscher

## Technische Anleitung
Der AWT wird zwischen Heizkessel und Kamin eingebaut. Die heißen Rauchgase werden von 120 °C im Heizkessel  auf 30 bis 60 °C im Abgaswärmeübertrager abgekühlt. Die dabei gewonnene Wärmeenergie wird auf das Heizungs- bzw. Brauchwasser übertragen. Durch diese Abkühlung kondensiert der Wasserdampf (bei Heizöl EL ab 47 °C, bei Erdgas ab 57 °C, feuchtes Holz (Restfeuchte 50 Prozent) ab 69 °C), was die Wärmeübertragung von dem Abgas auf das Heizungswasser zusätzlich erheblich begünstigt. Gleichzeitig werden verschiedene Schadstoffe aus dem Rauchgas ausgewaschen. Vorschriftsgemäß wird das Kondensat normalerweise direkt oder via Neutralisationsbox in die Kanalisation eingeleitet. Die kompakte Bauweise des AWT ermöglicht einen nachträglichen Einbau in praktisch jede Heizungsanlage, soweit der nachgeschaltete Rauchgasweg und Schornstein wasserdicht ausgeführt werden.

## Kondensation = Niedrige Abgastemperaturen
Der AWT kühlt die Abgase und führt deren Energie (meist durch Wasser) in einen Heizkreislauf ab. Um eine möglichst große Fläche zu erhalten, die durch das Abgas erhitzt wird, werden die Rohre zur Energieabfuhr meist quer durch das Abgasrohr geführt.
Pro Kilogramm kondensierendem Wasser kann maximal bis zu 2257 kJ/kg (spezifische Kondensationsenthalpie des Wassers bei 100 °C) bzw. 2453 kJ/kg bei 20 °C dem Wasserkreislauf der Zentralheizung zugeführt werden. In der Praxis erfolgt die Abkühlung der Abgase im Kondensator durch den Heizungsrücklauf; um einen möglichst großen Anteil des Wasserdampfes im Abgas zu kondensieren. Es sind daher niedrige Rücklauftemperaturen anzustreben. Die abgekühlten Abgase steigen allerdings meist nicht mehr selbständig im Kamin hoch, was einen Gebläsebrenner oder einen Abgasventilator erforderlich macht. Im Kamin kann zusätzliche Kondensation auftreten.